# 세계관

세계관(世界觀, 영어: worldview)이란 어떤 지식이나 관점을 가지고 세계를 근본적으로 인식하는 방식이나 틀이다. 세계관은 자연 철학 즉 근본적이고 실존적이며 규범적인 원리와 함께 주제, 가치, 감정 및 윤리가 포함될 수 있다. 이 용어는 Welt(세계)와 Anschauung(관점, 보기)으로 구성된 독일어 Weltanschauung에서 왔다.  딜타이는 자연주의, 자유의 관념론, 객관적 관념론의 세 가지 유형으로 구별하고 있다.

## 종교에서의 세계관

### 세계관이 묻는 근본 질문들
세계관은 한 개인이 다음과 같은 근본적 질문을 답하는 관점이다. 기독교 세계관을 비롯하여 근본적인 질문들 아래와 같다.
1. 우주의 근본: 우주의 궁극적 실재는 무엇인가?
2. 인간과 삶에 대한 관점: 인간은 어디서 왔으며 존재와 삶의 의미는 무엇인가?
3. 역사와 세상: 역사와 문화, 그 안의 사회, 국가, 전통 등의 의미는 무엇인가?

1에 의하여 2와 3이 결정되며 그 안의 가치관이 결정된다. 결국 세계관은 세계와 자신에 대한 특별한 관점의 '해석'이며, 그 해석을 자신 삶에 적용하는 것과 관계된다.

### 누구나 세계관을 가지고 있음
누구든 나름대로의 '세계관'을 가지고 있음을 피할 수 없다. 아무 입장이 없다는 '중립적 입장'이란 없다. 그것 자체가 입장이 된다. A의 입장을 취한다는 것은 곧 B의 입장을 배제함을 뜻한다. 예: '신은 없다'는 입장과 '창조주가 우주를 지었다'는 두 관은 서로 배타적인 공존불가의, 양립 불가의 관들이다. 하나를 갖기 위해서 다른 것은 부정되어야 한다.

### 세계관에 의해 결정되는 것들
1. 한 개인의 인격, 사상, 가치관이 형성(shape)된다.
2. 한 개인의 미래가 결정된다: 개인적 결정, 선택, 방향.
3. 한 개인의 가정, 직업, 인간 관계의 환경과 조건이 바뀐다.
4. 한 사회의 문화적 특징과 본질이 결정된다.
5. 한 인간과 사회 구성원들의 내세를 결정한다.
6. 역사관과 종말론이 결정된다.
7. 도덕과 윤리가 결정된다.
8. 자연과 우주에 접근성과 태도가 관련된다.

## 세계관의 네 영역

### 1. 창조신의 존재 문제
1. 창조신의 존재를 부정하는 세계관들: 무신론, 유물론, 유가, 불교
2. 비인격적인 창조신 및 자연 법칙으로서의 신의 존재를 인정하는 세계관들: 이신론, 범신론
3. 인격적인 창조신의 존재를 인정하는 세계관들: 힌두교, 유대교, 그리스도교, 도교, 이슬람교

### 2. 세상과 자연의 본질 문제 (Ontology, 존재론)
존재하는 것들(being)은 어디서 왔으며 그들의 본질은 무엇인가? 그들은 신 없이 '우연'히 떠도는 것들인가, 아니면 신의 피조물인가? 창조했다면 그것들과 신의 관계는 무엇인가? 자연과 세상은 신과 동등하게 영원한가? 이러한 '존재의 출처'와 '존재의 본질'에 대한 질문에 대해 사람들은 매우 다른 관을 가지고 있다.

#### 유물론
유물론(唯物論)은 모든 존재하는 것을 물질의 파생물, 산출물이라 보는 관점이다. 유물론은 크게 자연 발생적 유물론, 기계론적 유물론, 변증법적 유물론으로 나뉜다. 자연 발생적 유물론은 고대 그리스의 밀레토스 학파가 대표적인데, 이들은 단일한 한 물질적 실체(물, 공기 등)를 통해 만물을 이루는 기본 단위를 파악하려고 했다. 기계론적 유물론은 18세기 이후 등장한 유물론자들로, 디드로, 엘베시우스, 라 메트리 등의 사조를 말한다. 이들은 유일하게 존재하는 것은 물질뿐이며, 의식은 존재하지 않는다고 보았다. 마지막으로, 변증법적 유물론은 마르크스, 디츠겐, 엥겔스가 주장한 유물론으로, 의식의 존재를 인정하나, 의식을 물질이 갖는 대립 운동의 반영으로 취급한다.
모든 유물론자는 세상과 자연의 본질을 물질이라고 본다는 점에서 공통 이해를 갖는다.

#### 유심론
유심론(唯心論)은 모든 존재하는 것을 의식의 파생물, 산출물이라 보는 관점이다. 버클리, 피히테, 쇼펜하우어 등은 세계에 존재하는 모든 것을 자아, 마음 또는 자기 의지가 만들어낸 주관적 상이라고 본다는 점에서 유심론자라고 할 수 있다. 불교의 유가행파는 일체유심조(一切唯心造)를 주장한다는 점에서 극단적인 유심론이라 할 수 있다. 모든 유심론자가 주의주의자는 아니지만, 일반적으로 유심론자들은 주의주의자로, 자유의지가 선험적으로 존재한다고 보며, 압도적으로는 마음의 외부에 떠나서 존재하는 객관적 존재를 인정하지 않는다.

#### 범신론
범신론(汎神論)은 인간의 주관적인 인식과는 독립적으로 존재하는 객관적 실체가 그 실체의 변양으로서 물질 또는 의식을 산출한다는 입장으로, 크게 유물론적인 범신론과 관념론적인 범신론으로 나누어진다. 전자는 브루노와 스피노자가 대표적이다. 스피노자는 자연 법칙으로서 신, 즉 단 하나의 실체가 그 동질성을 유지하는 연장으로서 만물을 양태하고, 동시에 속성으로서 사고를 내재하고 있다고 봤는데, 스피노자가 말하는 실체란 사실상 자연 법칙과 다르지 않기에 유물론적 범신론으로 분류된다. 후자는 셸링과 헤겔이 대표적이다. 헤겔은 만유를 절대정신의 자기 운동의 필연적 결과로 보았는데, 절대정신은 현상적인 차원에서 감지할 수 없는 가장 추상적인 영역이다.
범신론에서 말하는 신은 모든 존재하는 것들을 산출하는 신이면서, 동시에 인격적인 것이 아닌, 개념적인 절대자이다. 다시 말해, 범신론에서 언급되는 신이란 만유의 존재성 자체를 규정하는 법칙이면서도, 그 만유가 서로에게 주는 외적인 법칙을 매개하는 그 자체로서, 개념적으로 파악되는 매개체, 법칙체이다. 여기서 신은 무에서 유로의 단절적 전화를 가능하게 하는 존재가 아니라, 본래 존재했던, 무한한 유에 내재한 모든 법칙의 총체이다. 이러한 점에서 종교적 창조론과 범신론은 다르다고 할 수 있다.

#### 창조론
창조론(創造論)은 신이 자신의 의지를 통해 능동적으로 세계를 창조했다고 보는 입장으로, 아브라함계 계통 종교(유대교, 그리스도교, 이슬람교)가 대표적이다.

### 3.인식론의 문제 (Epistemology)
우주의 기원, 창조주 신, 인간, 세상, 자연 등에 대한 '바른 지식', 즉 '진리'는 알 수 있는가? 아니면 알 수 없는가? 알 수 있다면 '어떻게' 알 수 있는가? '진리'란 그저 각자의 의견에 달린 상대적(relative)인 것인가, 아니면 모든 인간과 문화를 초월하여 적용되는 '절대적 진리(absolute truth)'가 있는가? 이러한 '인식론적' 질문에 대해 다양한 대답들이 있다.

#### 진리의 출처에 대한 다양한 관
진리의 출처에 대한 관은 다양한데, 크게 합리주의, 논리실증주의, 종교적 수행론, 불가지론, 주의주의, 그리스도교 계시론으로 나눠진다.

##### 합리주의
합리주의(合理主義)는 인간의 감각적인 인식과 차원이 다른 이성적인 인식으로 진리를 파악할 수 있다고 한다. 그러나, 그 구체적인 방법론에 따라 여러 가지 사조로 나뉜다.
일반적으로 과학적 방법을 부정하지 않으며, 진리 인식에서 과학을 중시하지만, 귀납 추론, 집합적 논리보단 연역 추론, 기하학적 논리을 중시한다. 대부분의 합리주의 사조는 귀납법을 진리 인식에서 엄밀한 과학적 방법으로 인정하지 않으며, 연역 추론의 보조로서, 그리고 과학적 인식에 도달하는 가장 초보적인 단계로서의 귀납법만을 인정한다.
진리 출처에 관한 합리주의 사조에 속하는 입장은 다음과 같다.
- 플라톤 학파: 플라톤의 아카데미아를 중점으로 한 학파로, 모든 사물의 이면에서 그 사물의 성격을 규정하는 보편자인 이데아를 통찰함을 강조한다. 이데아는 지적 수련과 산파술을 통해 파악할 수 있으며, 《국가》에 따르면, 사실상 천부적인 재능이 있는 자들만이 알 수 있음을 암시한다. 플라톤 학파는 중기에 이르러 회의주의적 경향이 강해졌다.
- 스토아 학파: 만유가 단일한 로고스의 외화이며, 인간은 로고스를 오로지 평정심(apatheia)을 통해 관조할 수 있다는 입장을 취했다. 평정심이란 정열을 초월하여 로고스의 세계에 진입한 단계로, 금욕과 지적 수련, 논변 등을 통해서 달성할 수 있다고 보았다.
- 데카르트 및 스피노자: 누구나 알 수 있는 선험적인 공리자으로부터 기하학적인 연역을 통하여 만유의 실체를 파악할 수 있다고 보았다. 데카르트는 진리의 기준을 본유관념이라 보았고, 스피노자는 하나의 실체, 즉 자연 법칙으로서 신(Deus sive Natura)이 산출하는 연장 실체로서의 사물 대상을 정합적으로 관조하면 진리를 알 수 있다고 하였다.
- 객관적 관념론: 헤겔은 절대정신이 존재와 무로 대표되는, 모순이라는 자기 운동을 통해 다시 자신에게 귀의하는 방식으로 모든 만유가 생성되었다고 말한다. 이 만유는 절대정신, 그리고 그 모순 진행의 외화이고, 이러한 점에서 만유는 모순을 내포하고 있는데, 이 모순을 인식한다면, 인간의 사유는 절대정신의 대립적 귀의 과정과 합일될 수 있다. 여기서 이성적 사유가 성립되는데, 인간은 이 과정을 통해 '자기 의식의 절대정신으로의 귀의'로 나아갈 수 있고, 만유의 운동 법칙을 내포한 절대지를 알게 됨으로써 인간은 진리를 알 수 있게 된다.
- 변증법적 유물론: 마르크스, 엥겔스는 인류 집단의 삶을 영위하기 위한 대상적 활동을 통해서만 진리를 알 수 있다고 하였다. 대상적 활동은 인류가 스스로에게 닥친 경제적 문제를 사회적 노동을 통해 해결함을 의미하며, 과학적 방법과 수행, 이성적인 관조를 모두 포함한다. 그러나, 계급 사회의 출현으로 인해 생산력과 생산 관계의 모순으로 인해 인류의 번영이라는 진정한 의미에서 사회적 노동이 불가능하게 되었으며, 결과적으로 계급 사회에서 대상적 활동이란 생산력과 생산 관계의 모순을 극복하는 실천, 그리고 그 이론의 통일으로 된다. 따라서, 변증법적 유물론에서 진리의 기준은 계급 투쟁이다.

##### 감각주의
감각주의(感覺主義)는 오직 오감을 통해 인지/인식될 수 있는 과학적 방법으로 입증되는 것만이 진리라고 본다. 그러나, 그 과학적 방법의 기준은 각 사조마다 다르며, 일부 감각주의는 회의주의의 영향을 받아서 진리 인식 자체를 부정하는 경우도 있다.
감각주의는 귀납 추론을 중시하며, 오감을 통해 실제로 관찰되는 것, 즉 느낄 수 있는 것만을 인정한다. 모든 감각주의가 그런 것은 아니지만, 일반적으로는 감각적인 추론 및 인식과는 질적으로 다른, '제2의 진리 획득 방식'(주로 '이성' 및 '합리성'에 의한)이 존재하지 않는다고 보며, 오로지 경험과 실증, 관찰을 통해서만 진리가 확립될 수 있음을 말한다.
진리 출처에 관한 감각주의 사조에 속하는 입장은 다음과 같다.
- 프랑스 유물론: 디드로, 엘베시우스, 홀바흐 등은 베이컨의 귀납주의를 중심으로, 오로지 진리는 관찰을 기초한 오감적 확인을 통해서만 확립될 수 있다고 하였다. 이들은 당대 그리스도교적/아리스토텔레스적 목적론에 반대하였으며, 자연을 규칙적으로 나열된 단일한 원소의 입체라고 파악했고, 그 입체를 파악하는 방법으로서, 오감적 확신이 가능한 과학적 실험, 관찰 등을 주장했다. 이들은 추상적인 이념, 의식 등을 일체 인정하지 않았으며, 그러한 의식의 궤적을 통한 '진리 인식'이란 존재할 수 없다고 간주했다.
- 실증주의: 콩트에 의해서 발전한 논리주의의 일종으로, 오감 경험을 통해 확인될 수 있는 실증을 통해서만 지식과 진리가 확립될 수 있다고 보는 입장이다.

##### 주의주의
주의주의(主意主義)는 진리가 오로지 인간의 주관적 의지를 통해서 드러나고 파악된다고 보는 입장이다. 주의주의의 역사는 길지 않다. 그 시초는 오컴의 윌리엄 이후 영국에서 발전한 유명론인데, 그 논리의 부실함으로 인해 오랫동안 그리스도교 주류인 실재론에 반박당하여 자취를 감추었다. 그러나 이후 다양한 철학 사조가 등장함에 따라 주의주의적 사조도 크게 발흥하게 되었다.
진리 출처에 관한 주의주의 사조에 속하는 입장은 다음과 같다.
- 주관적 관념론: 영국의 신학자인 조지 버클리는 인식 주체가 경험하는 것이 곧 인식 가능한 것의 모든 것이며, 진리라는 주관적 관념론 사조를 전개했다. 그 논리의 골자는, 인식 주체가 경험한 것은 객관적인 실재로부터 도래하는 것이 아니라, 그 움직임 자체가 이미 신이 예정한 것이며, 그 예정된 진리를 신이 개별 주체의 마음을 통해 보여준다는 것이다. 따라서 무언가를 경험할 수 있다는 것은 곧 신의 조정에 의한 것이고, 그런 조정은 마음으로 드러난다. 버클리는 이러한 논리를 통해 개별 주체가 각자 경험을 통해 형성한 마음이 곧 진리라는 입장을 내세웠다.
- 실존주의: 샤르트르는 존재 위에 실존이 있으며, 진리는 곧 실존이라고 천명함으로써, 진리 담지로서 보편을 부정하고, 주관적인 실존자를 진리의 담지로 설정하였다. 진리 그 자체로서 실존은 동일성으로서 보편이 아닌, 단절된 다양으로 표현되고, 본질적으로 이러한 방식으로 존재하는데, 이는 곧 개별 실존의 의식, 행동 등이 곧 진리라는 주의주의 사조에 해당한다.
- 생철학: 생철학은 20세기 중반 서유럽을 중심으로 시작되었으나, 그 기원은 쇼펜하우어의 의지 철학으로부터 시작된다. 쇼펜하우어는 '생에 의지'가 너무 강렬하기에, 이 강렬함이 만유의 저편에 존재하는 진리를 관통하고, 결국 생에 의지에 경도된 주체는 대상의 참된 모습을 알게 된다는 주의주의적 사조를 창안해냈다. 생철학은 이 주의주의적 사조를 발전시켰다.
- 현상학 및 해석학: 하이데거는 세계에 내던져진(기투) 존재가 '세계-내-존재'라는 연관 고리를 통해 인간이 자신의 현존재를 자각하게 된다고 보았다. 자각된 현존재는 무조건 '일상적 현존재'로 되고, 이 일상적 현존재가 곧 인식 주체의 진정한 모습이라는 점에서 유일한 진리라고 하였다. 하이데거는 일상적 현존재 밖에서의 객관적 존재는 존재할 수 없다고 보았으며, 일상적 현존재로서 자신이 인식될 수 있는 진리의 모든 것이라 하였다.

##### 불가지론
인간은 엄밀한 지식으로서 진리를 얻을 수 없으며, 진리가 무엇인지 알 수 없다고 보는 관을 불가지론(不可知論)이라고 한다.
진리 출처에 관한 불가지론 사조에 속하는 입장은 다음과 같다.
- 회의주의: 회의주의는 불가지론의 기원으로서 고대 그리스에선 고르기아스, 프로타고라스로 대표되는 소피스트들에 의해 발전되었다. 회의주의의 핵심은 “너는 진리를 알 수 없으며, 안다고 하더라도 그것을 누구에게 전할 수 없으며, 전할 수 있다고 하더라도 그것을 타인이 올바르게 이해할 수 없다.”라는 말로 표현할 수 있다. 사실 이 언급의 방점은 인간은 진리를 인식할 수 없다는 것에 있다. 이후 피론에 의해 계승되었고, 근대 시기에는 데이비드 흄과 존 로크가 유일한 인간 인식으로서 경험을 주장하며, 대상의 저편에 있는 진리에 대한 불가지론을 주장하였다.
- 초월적 관념론: 임마누엘 칸트의 관념론으로, 물자체를 인식할 수 없다고 보는 입장이다. 칸트는 객관적 존재로서 물자체는 인정했으며, 그것의 존재 당위를 뒷받침하는 순수이성까지 인정했으나, 인간 인식은 오로지 물자체의 외부에 있는 현상에 대한 경험을 통해서 파악된 것이 전부이며, 이것을 통해 성립된 현상 범주가 무제한적 구상력(오성에 의한)을 통해서 사유될 수 있을 뿐이라고 하였다. 여기서 칸트는 신의 존재에 대해서도 인간이 알 수 없는 영역이라 보았다. 이후 형성된 신칸트주의 마르부르크학파는 물자체의 존재마저 거부하였으며, 서남학파는 물자체를 오성 범주(인간에 심리 작용에 의해 무제약/주관적으로 구상될 수 있는)에 의해 소환된 경험 범주의 총합에 불과하다는 주의주의로 나아갔다.
- 실용주의: 윌리엄 제임스 이후에 지속적으로 발전한 사조로, 고대 그리스 철학의 회의주의를 현대적 의미에서 계승하였다. 제임스는 진리가 존재해도 인간이 알 수 없다고 보았으며, 진리를 알 수 없는 상황에서 인간이 추구해야 할 것은 오로지 분명하게 느껴지는 생에 욕구일 뿐이라 하였다. 이후 실용주의는 신실용주의(퍼트남, 로티, 냅 등), 현대 회의주의 등으로 나뉘게 되는데, 이 사조는 모두 인간 활동과 본질 자연은 서로 연관이 되어있지 않으며, 오로지 인간이 경험하는 특수한 환경 내에서, 이후 이어질 인간 활동만을 '일종의 진리'로서 추구해야 한다고 보았다.

##### 종교적 수행론
진리를 종교적 통찰 및 수행으로 파악할 수 있다고 보는 입장이다. 각 종교 교파마다 그 수행법이 천차만별로 다르기에 일관적으로 파악하기 어렵다.
불교는 사마타와 위빠사나를 수행의 두 축으로 설정한다. 중국 도교의 경우는 기공법을 통한 수행을 주장하는데, 이 방식을 통해 기(氣)의 흐름을 감지해내고, 이는 곧 만물을 이루는 기의 총체를 파악하는 것으로서, 완벽한 진리를 깨달을 수 있다고 한다. 힌두교의 육파 중 하나인 요가학파는 요가를 통해서 진리에 이를 수 있다고 보았다. 힌두교, 불교, 자이나교, 시크교는 모두 진언 수행으로서 만트라의 음성을 통해 진리를 알 수 있다고 믿기도 하였다.
종교적 성격을 가진 수행론은 비단 종교로 분류된 세계관에서만 주장한 것은 아니었다. 초기 플라톤 학파는 묵상을 통해 영혼이 예지계에 진입할 수 있다고 믿었다.

##### 그리스도교 계시론
하나님이 성경과 예수 그리스도를 통해 '계시'(reveal)한 것만이 진리이다.

### 4. 인간에 대한 문제 (Anthropology)
인간은 어디서 왔는가? 인간의 본질은 무엇인가? 인간 존재와 삶의 의미는 무엇인가? 인간은 몸인가 정신(영)인가, 아니면 그 둘의 합일체인가? 사후에는 어떻게 되는가? 이러한 '인간에 대한 문제'는 매우 대답하기 어려운 문제이다. 다음은 질문에 대한 관들이다.
1. 무신론적 자연주의 (Atheistic Naturalism): 인간은 그저 발생하여 진화한 생명체이다.
2. 범신론 (Pantheism): 인간은 '자연의 조화'의 산물이며, 바다의 물방울 같은 존재다.
3. 창조론: 인간은 창조주 신이 창조하여 존재한다. (기독교의 입장)

## 성경적 세계관
성경적 세계관은 중요한 주제들을 다음과 같이 서술한다.
- 우주 / 우주는 하나님이신 말씀이 무(無)로 부터(ex nihil)단번에 완전히 창조하신 것이다. 그 이후로 시간, 공간의 물질로 이루어진 이 우주는 하나님에 의해 유지, 보존된다(전3:14).

- 인간 / 인간은 하나님의 형상대로 지음받은 존재로서 하나님과 인격적 교제를 가질 수 있는 의존적 존재이며, 아울러 피조 세계를 다스리는 하나님의 청지기이다.

- 신 / 하나님은 삼위일체, 즉 세 분의 인격으로 계시며 이 분들은 성부, 성자, 성령이시다. 하나님은 스스로 있는 자이실 뿐만 아니라 성육신함으로 아들이라 일컫는 예수그리스도 인격 안에 자신을 계시하신 분이다.

- 존재 / 우주 만물은 하나님의 창조 원리와 질서에 끊임없이 움직이고 있는 바, 보이는 것과 보이진 않는 모든 실재물은 스스로 있는 자이신 하나님의 전능에 의해 유지, 보존되고 있다. 이것이 존재이다.

- 종교 / 하나님의 주도적인 부르심에 대한 인간의 구체적 응답이며 하나님의 명령에 대한 복종이다. 다시 말해서 하나님과 인간과의 만남이요 관계이며, 이것은 진리이신 하나님에 대한 지식과 예배와 제도를 함유한다.

- 과학 / 하나님께서 창조하신 우주 만물(창1장) 가운데에는 하나님의 창조 질서와 법칙이 작용하고 있는 바, 이를 발견해 내어 인류 평화와 복지를 위하는 것이 과학이요 나아가 하나님의 실존을 깨닫는 것이 과학의 참된 목적이다.

- 국가 / 국가는 하나님의 주권 아래 존재하며(단4:17, 25), 국가의 통치권은 하나님으로부터 주어진다(롬13:1-4). 동시에 국가는 하나님을 경외하고 그 명령을 준행할 때 진정으로 존재하게 되며, 하나님의 구속사라는 총체적인 역사 안에 있다.

- 문화 / 하나님의 형상대로 지음받은 인간은 피조된 자연을 가꾸고 다스리라는 문화명령을 부여받았다(창1:28). 인간은 이 명령을 따라 하나님이 주신 자연과 문화를 보존하고 가꾸어 나갈 의무와 책임이 있다. 문화는 하나님과 관계성을 가진 인간이 이룩해야 할 사명이다

## 철학적(과학적, scientia) 세계관
철학과 과학에서의 세계관은 다음과 같다.
- 우주 / 우주는 시간, 공간, 물질 즉 에너지의 연속체(confinuum)이다. 열역학 제1, 2법칙은 우주가 스스로 존재할 수 없고 반드시 시작점이 있음을 증명해 준다.

- 인간 / 인간은 초월적 존재가 자신의 품성과 일치되는 도덕적 품성과 지성 곧 개체적 특징과 의지를 가진 영으로 창조한 존재이다. 인간의 덕성은 초월자의 품성을 원형으로 하며, 따라서 인간의 마음과 지력은 물질적 뇌 이상의 실제이다.

- 신 / 인간과 주위의 모든 세계는 결과의 집합이며, 이 집합된 결과의 배후와 저변에는 우주의 질서와 설계와 균형이 작용한다. 이 실존 실체의 제 1원인이며 지속적 동인이 바로 신이다.

- 존재 / 우리들이 볼 수 있는 모든 실재(實在)는 보이지 않는 양자, 중성자, 전자로 되어 있으며, 이것은 끊임없이 움직이고 있다. 여기에 작용하는 무한한 힘(E=mc2)이 존재를 가능하게 한다.

- 종교 / 인간이 초월적 존재를 인식하고 이에 대해 외경 또는 신뢰의 정을 느끼며 희생을 바치고 기원, 예배하며, 나아가 제사 의식을 행하고 의무 관념에서 복종하는 생활을 하는 바, 이 관계를 종교라고 본다.

- 과학 / 과학은 실험과 관찰을 통하여 특수대상과 그것에 대응한 특수 영역에 작용하는 법칙과 원리들을 발견해 가는 것이다. 이것에 의해 자연계에 일어나는 현상들을 관측, 예보하고 문명을 형성한다.

- 국가 / 일정한 지역을 자기의 영토로 보유하고 그 지역에 사는 사람을 원칙적인 구성원으로 포용하며, 이 구성원들에 대해 통치력을 가지고 안녕과 질서를 유지하는 한편 문화를 형성하고 복지를 증진시키는 것이 국가라고 생각한다.

- 문화 / 문화는 인간의 활동을 통해서 자연을 적극적으로 형성, 개발하고 혹은 순화하는 것과 그 성과이다. 자연은 인간의 외부 뿐만 아니라 인간 가운데에도 있으므로 물질 문화와 정신 문화가 구별되며, 문화의 존재와 사용은 인간에게만 한한다.

## 참고 문헌
- 이 문서에는 다음커뮤니케이션(현 카카오)에서 GFDL 또는 CC-SA 라이선스로 배포한 글로벌 세계대백과사전의 내용을 기초로 작성된 글이 포함되어 있습니다.

## 같이 보기
- 기독교 세계관
- 문화
- 기독교 문화
- 불교의 우주론
- 25유